# جملة غير مفيدة

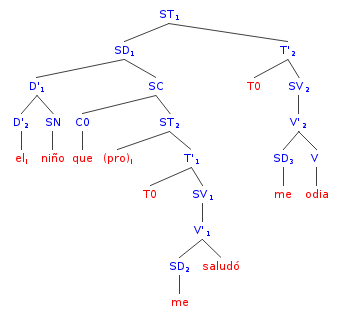

الجملة غير المفيدة هي إسناد لا يفيد المعنى نحو إن تكرمني فإنه جملة لا تفيد إلا بعد مجيء جوابه. وفي تعريف هي جملة لا يمكن أن تقف عليها وحدها. والجمل غير المفيدة تكون إما تعديل الفقرة المستقلة من الجملة أو بمثابة عنصر منها. ويستخدم بعض النحاة مصطلح الجملة الثانوية كمرادف ل الجملة التابعة، وآخرون يستخدمون الجملة الثانوية للإشارة فقط إلى الجملة الظرفية التابعة. ففي جملة أينما ذهبت، فإنها تخلف وراءها شيئاً من متاعها، الجملة الظرفية «أينما ذهبت» يعدلها الفعل «تخلف وراءها».